# SC5D
SC5D (eng. Sterol-C5-desaturase) je enzim Δ7-sterol 5(6)-desaturaze kodiran istoimenim SC5D genom, koji se kod ljudi nalazi na kratkom kraku 11. hromozoma. Dužina polipeptidnog lanca proteina je 299 aminokiselina, a molekulska masa−35.301..
Ovaj gen kodira enzim biosinteze holesterola. Proteini koje kodira ovaj gen katalizuju konverziju latosterola u 7-Dehidroholesterol. Mutacije u ovom genu su povezane sa latosterolozom. Opisane su alternativno splajsovane varijante transkripta koje kodiraju isti protein.

## Dopunska literatura
- Shefer S, Salen G, Batta AK,  . (1995). „Markedly inhibited 7-dehydrocholesterol-delta 7-reductase activity in liver microsomes from Smith-Lemli-Opitz homozygotes.”. J. Clin. Invest. 96 (4): 1779—85. PMC 185814 . PMID 7560069. doi:10.1172/JCI118223.
- Ves-Losada A, Brenner RR (1995). „Fatty acid delta 5 desaturation in rat liver cell nuclei.”. Mol. Cell. Biochem. 142 (2): 163—70. PMID 7770068. S2CID 43739588. doi:10.1007/BF00928937.
- Takakuwa Y, Nishino H, Ishibe Y, Ishibashi T (1994). „Properties and kinetics of membrane-bound enzymes when both the enzyme and substrate are components of the same microsomal membrane. Studies on lathosterol 5-desaturase.”. J. Biol. Chem. 269 (45): 27889—93. PMID 7961720. doi:10.1016/S0021-9258(18)46870-6 .
- Maruyama K, Sugano S (1994). „Oligo-capping: a simple method to replace the cap structure of eukaryotic mRNAs with oligoribonucleotides.”. Gene. 138 (1–2): 171—4. PMID 8125298. doi:10.1016/0378-1119(94)90802-8.
- Poisson JP, Dupuy RP, Sarda P,  . (1993). „Evidence that liver microsomes of human neonates desaturate essential fatty acids.”. Biochim. Biophys. Acta. 1167 (2): 109—13. PMID 8466936. doi:10.1016/0005-2760(93)90149-4.
- Suzuki Y, Yoshitomo-Nakagawa K, Maruyama K,  . (1997). „Construction and characterization of a full length-enriched and a 5'-end-enriched cDNA library.”. Gene. 200 (1–2): 149—56. PMID 9373149. doi:10.1016/S0378-1119(97)00411-3.
- Husselstein T, Schaller H, Gachotte D, Benveniste P (1999). „Delta7-sterol-C5-desaturase: molecular characterization and functional expression of wild-type and mutant alleles.”. Plant Mol. Biol. 39 (5): 891—906. PMID 10344195. S2CID 5643392. doi:10.1023/A:1006113919172.
- Cho HP, Nakamura M, Clarke SD (2000). „Cloning, expression, and fatty acid regulation of the human delta-5 desaturase.”. J. Biol. Chem. 274 (52): 37335—9. PMID 10601301. doi:10.1074/jbc.274.52.37335 .
- Leonard AE, Kelder B, Bobik EG,  . (2000). „cDNA cloning and characterization of human Delta5-desaturase involved in the biosynthesis of arachidonic acid.”. Biochem. J. 347 Pt 3 (3): 719—24. PMC 1221008 . PMID 10769175. doi:10.1042/0264-6021:3470719.
- Nishi S, Nishino H, Ishibashi T (2000). „cDNA cloning of the mammalian sterol C5-desaturase and the expression in yeast mutant.”. Biochim. Biophys. Acta. 1490 (1–2): 106—8. PMID 10786622. doi:10.1016/s0167-4781(99)00248-1.
- Sugawara T, Fujimoto Y, Ishibashi T (2001). „Molecular cloning and structural analysis of human sterol C5 desaturase.”. Biochim. Biophys. Acta. 1533 (3): 277—84. PMID 11731337. doi:10.1016/s1388-1981(01)00160-3.
- Brunetti-Pierri N, Corso G, Rossi M,  . (2002). „Lathosterolosis, a novel multiple-malformation/mental retardation syndrome due to deficiency of 3beta-hydroxysteroid-delta5-desaturase.”. Am. J. Hum. Genet. 71 (4): 952—8. PMC 378549 . PMID 12189593. doi:10.1086/342668.
- Strausberg RL, Feingold EA, Grouse LH,  . (2003). „Generation and initial analysis of more than 15,000 full-length human and mouse cDNA sequences.”. Proc. Natl. Acad. Sci. U.S.A. 99 (26): 16899—903. Bibcode:2002PNAS...9916899M. PMC 139241 . PMID 12477932. doi:10.1073/pnas.242603899 .
- Krakowiak PA, Wassif CA, Kratz L,  . (2004). „Lathosterolosis: an inborn error of human and murine cholesterol synthesis due to lathosterol 5-desaturase deficiency.”. Hum. Mol. Genet. 12 (13): 1631—41. PMID 12812989. doi:10.1093/hmg/ddg172 .
- Ota T, Suzuki Y, Nishikawa T,  . (2004). „Complete sequencing and characterization of 21,243 full-length human cDNAs.”. Nat. Genet. 36 (1): 40—5. PMID 14702039. doi:10.1038/ng1285 .
- Gerhard DS, Wagner L, Feingold EA,  . (2004). „The status, quality, and expansion of the NIH full-length cDNA project: the Mammalian Gene Collection (MGC).”. Genome Res. 14 (10B): 2121—7. PMC 528928 . PMID 15489334. doi:10.1101/gr.2596504.